# تذكرة الواقعات
تذكرة الواقعات أو همايون نامه هو كتاب كتبه جوهر أفتابجي، خادم السلطان همايون، عام 995 هـ / 1586 م أو 1587 م، بأمر من السلطان أكبر. لقد خدم جوهر آفتابجي همايون لسنوات عديدة، مما جعل هذا الكتاب مصدرًا تاريخيًا موثوقًا به عن حياة همايون.

## المؤلف
لم يكن مؤلف كتاب تذكرة الواقعة، جوهر آفتبجي، شخصية بارزة في العالم التاريخي، ولم يكن مؤرخًا متمرسًا. ونتيجة لذلك، لا يُعرف إلا القليل عن حياته. ومن محتوى هذا الكتاب يتبين أنه على الرغم من منصبه المتواضع، إلا أنه كان يحظى بثقة همايون الخاصة. في نهاية الكتاب، يذكر أنه أثناء استعادة الهند، عيّن همايون جوهر جامعًا للإيرادات في بارجانا هيباتبور.

## الموضوع
في هذا الكتاب، يسجل أفتابجي روايات وأحداثًا مباشرة من حياة همايون. وكتبه باللغة الفارسية. قبل وصول البريطانيين، انتشرت اللغة الفارسية لغة للعلم في كل العالم الإسلامي غير العربي، وفي شبه القارة الهندية كانت تُستخدم في شؤون المحكمة ولغة مكتوبة. في أفغانستان يطلق عليها اسم الداري، لأنها كانت لغة المحكمة. ويتضمن الكتاب أيضًا تفاصيل جهود همايون للقاء مالديو والصعوبات التي واجهها في المناطق الصحراوية في ماروار، وبيكانير، وجيسالمير.